# إم إس سي فانتازيا
إم إس سي فانتازيا (بالإنجليزية: MSC Fantasia) هي سفينة سياحية تمتلكها وتديرها شركة إم إس سي للرحلات البحرية، تم بنائها في أحواض شركة شانتيي دو لاتلونتيك ودخلت الخدمة في عام 2008.